# Gloomy Sunday
Gloomy Sunday (títol original en hongarès Szomorú Vasárnap) és la cançó més coneguda del compositor i pianista hongarès autodidacta Rezsó Seress. Composta l'any 1933 i amb lletra del també hongarès Laszlo Javor, ben aviat va adquirir el rol de "cançó maleïda" en ser relacionada per les autoritats hongareses amb 17 casos de suïcidi en aquest país, cosa que va portar a la seva prohibició l'any 1936.A les 17 persones que van suïcidar-se es trobaven referències de la cançó, o després d'escoltar-la, o amb la lletra entre les mans de moltes persones.
Quan la cançó va ser composta l'any 1933, es va dir que Lazlo Javor la va escriure en memòria de la seva novia, en la qual s'explicava que era una carta de a comiat, però també és un altre fet encara no assegurat.
Als Estats Units, va arribar a ser un èxit, de manera que es va sospitar que el màrqueting tenia part de culpa d'aquestes llegendes que es rumorejaven, allí anomenada "Gloomy Sunday". Van suïcidar-se 100 persones, de manera que també la prohibiren a Amèrica.
Presumptament, l'angoixa que produïa als amants que havien estat abandonats per la seva parella, els portava a precipitar-se per la finestra més propera després d'escoltar la cançó. No hi ha cap cas documentat que corrobori aquesta teoria, però tot plegat va cridar l'atenció de les productores nord-americanes que ben aviat en van fer nombroses versions, essent-ne la més popular en aquell moment la de Billie Holiday.
Amb el pas dels anys la llegenda que envolta la malenconiosa cançó no ha fet més que augmentar, de manera que intèrprets com Heather Nova, Elvis Costello, Björk, Sarah Brightman, Sinead O'Connor, Diamanda Galás, Lydia Lunch i Paul Whiteman entre d'altres n'han fet la seva versió.
També en el camp cinematogràfic hi han hagut produccions relacionades amb la cançó; l'any 1999 l'alemany Rolf Schübel va dirigir una pel·lícula basada en la cançó, amb el mateix títol que aquesta, i el 2007 Daniel Monzón va fer el mateix amb La caixa Kovak, l'argument de la qual gira al voltant d'aquesta cançó.
La cançó va perdre la seva popularitat quan van passar els anys, fins que el 1968 es va posar de moda una altra vegada, quan Rezso Seress se suïcidà a Budapest en intentar llençar-se per una finestra, però, al fracassar, va arribar a l'hospital on s'estrangulà amb un cable.
Segons un amic d'en Reszo Seress, no va voler escriure més cançons després d'aquesta.